# Liste des gouverneurs actuels des départements du Honduras
 (août 2023).
Cette page dresse la liste des gouverneurs actuels des 18 départements du Honduras.

## Gouverneurs départementaux
| Département       | Nom                            | Depuis    |
| ----------------- | ------------------------------ | --------- |
| Atlántida         | Noelmy Balbina Arzú Cacho      | 2018      |
| Choluteca         | Edgardo Tato Loucel            | 2018      |
| Colón             | Carlos Ramón Aguilar           | 2018      |
| Comayagua         | Carlos Aguiluz Madrid          | 2018      |
| Copán             | Claudia Guerra                 | 2018      |
| Cortés            | Willa Chang                    |           |
| El Paraíso        | José Urrutia                   | 2018      |
| Francisco Morazán | Merlin Edgardo Cárcamo         |           |
| Gracias a Dios    | Alberto Haylock                | 2014      |
| Intibucá          | Hodalma Benítez                | 2018      |
| Islas de la Bahía | Ricardo Merren                 | 2010/2015 |
| La Paz            | René Melgar                    | 2014      |
| Lempira           | Wilson Rolando Pineda          | 2014      |
| Ocotepeque        | Cesar Osmín Arita Paz          | 2018      |
| Olancho           | Walner Reginaldo Castro Rivera | 2014      |
| Santa Bárbara     | Ángel Alfonso Paz Sabillón     | 2020      |
| Valle             | Juana Lopez                    | 2014      |
| Yoro              | Juan Carlos Molina             | 2018      |